# Delavan (hrabstwo Walworth)
Delavan – miejscowość w Stanach Zjednoczonych, w stanie Wisconsin, w hrabstwie Walworth.